# Brazen (Weep)
Brazen (Weep) è il quarto ed ultimo singolo estratto dal secondo album degli Skunk Anansie Stoosh. È stato pubblicato nel giugno 1997 ed ha raggiunto l'11ª posizione nel Regno Unito.

## Tracce
1. Brazen (Weep) – 4:31
2. Twisted (Everyday Hurts) (BBC Radio 1 session) – 4:13
3. All I Want (BBC Radio 1 session) – 3:44
4. It Takes Blood and Guts – 4:09

## Classifiche
| Classifica (1997) | Posizione massima |
| ----------------- | ----------------- |
| Islanda           | 1                 |
| Paesi Bassi       | 48                |
| Regno Unito       | 11                |